# پاکشن
پاکشن (به لاتین: Pakxan) یک شهر در لائوس است که در استان بولیکام‌سای واقع شده‌است.

## خصوصیات
پاکشن  ۲۷٬۴۰۴ نفر جمعیت دارد و ۱۵۳ متر بالاتر از سطح دریا واقع شده‌است.